# FAU Stadium
Le FAU Stadium est un stade de football américain situé dans l'extrême nord du campus de l'Université Atlantique de Floride (FAU) à Boca Raton dans l'État de Floride. Ouvert entre 2011, il héberge les matchs de l'équipe de football américain des Owls de Florida Atlantic. Il est considéré comme la première phase du projet de développement général du futur complexe dénommé "Innovation Village." Après avoir choisi l'architecte en 2008, l'université a cherché à trouver des fonds pour un montant de 70 M.US$ dans le but de lancer les travaux en 2009. Cette somme devait être récoltée au travers de diverses sources (frais de scolarité, dons privés, partenariats de droits d'attribution de noms). Certaine ne sont actuellement pas encore complètement définies. Le début des travaux fut retardé jusqu'en 2011 à cause des difficultés rencontrées pour rassembler ces fonds. Le stade est inauguré lors du match de football américain qui opposait les Owls de Florida Atlantic aux Hilltoppers de Western Kentucky le 15 octobre 2011.
À partir de 2014, le FAU Stadium héberge le Boca Raton Bowl, un match de football américain d'après saison régulière de niveau universitaire. Ce match opposera une équipe issue de la Mid-American Conference et ce de façon alternative, soit à une équipe issue de la Conference USA soit à une équipe issue de l'AAC.
Également à partir de 2014, il héberge les matchs de l'équipe locale de Florida Launch participant au championnat de Major League Lacrosse.
Le terrain est rebaptisé le 20 août 2014 le Howard Schnellenberger Field  en l'honneur du coach fondateur du programme de football des Owls de Florida Atlantic. Après 11 années de coaching de l'équipe, Howard Schnellenberger avait finalement pris sa retraite au terme de la saison 2011.

## Histoire

### Financement
Initialement, le stade devait être couvert (dôme) avec une capacité de 40 000 sièges. Les plans furent modifiés pour un stade de moindre envergure (30 000) et surtout en un stade de plein air. Le stade en acier pourrait néanmoins permettre une extension de sa capacité à 65 000 sièges auquel un toit pourrait être ajouté si nécessaire. Le choix de l'architecte est entériné en juillet 2008 après signature du contrat avec la société HKS Incorporation and Schenkel Shultz Le stade devait couter la somme de 70 M.US$. Le 21 juillet 2010, le plan de financement de $ 44,6 millions de la Regions Bank est approuvé.

### Construction
L'université espérait lancer la construction du stade en été 2009 et jouer le match inaugural en 2010 contre les Spartans de Michigan State. Néanmoins la récolte de fonds n'ayant pas réussi aussi bien qu'espéré, l'ouverture est retardée jusqu'en 2011. On enregistra de plus en 2010 la faillite des entrepreneurs James A. Cummings, Inc. et Balfour Beatty. Heureusement, la Dant Clayton Corporation pris la relève et put terminer le stade.

### Saison inaugurale

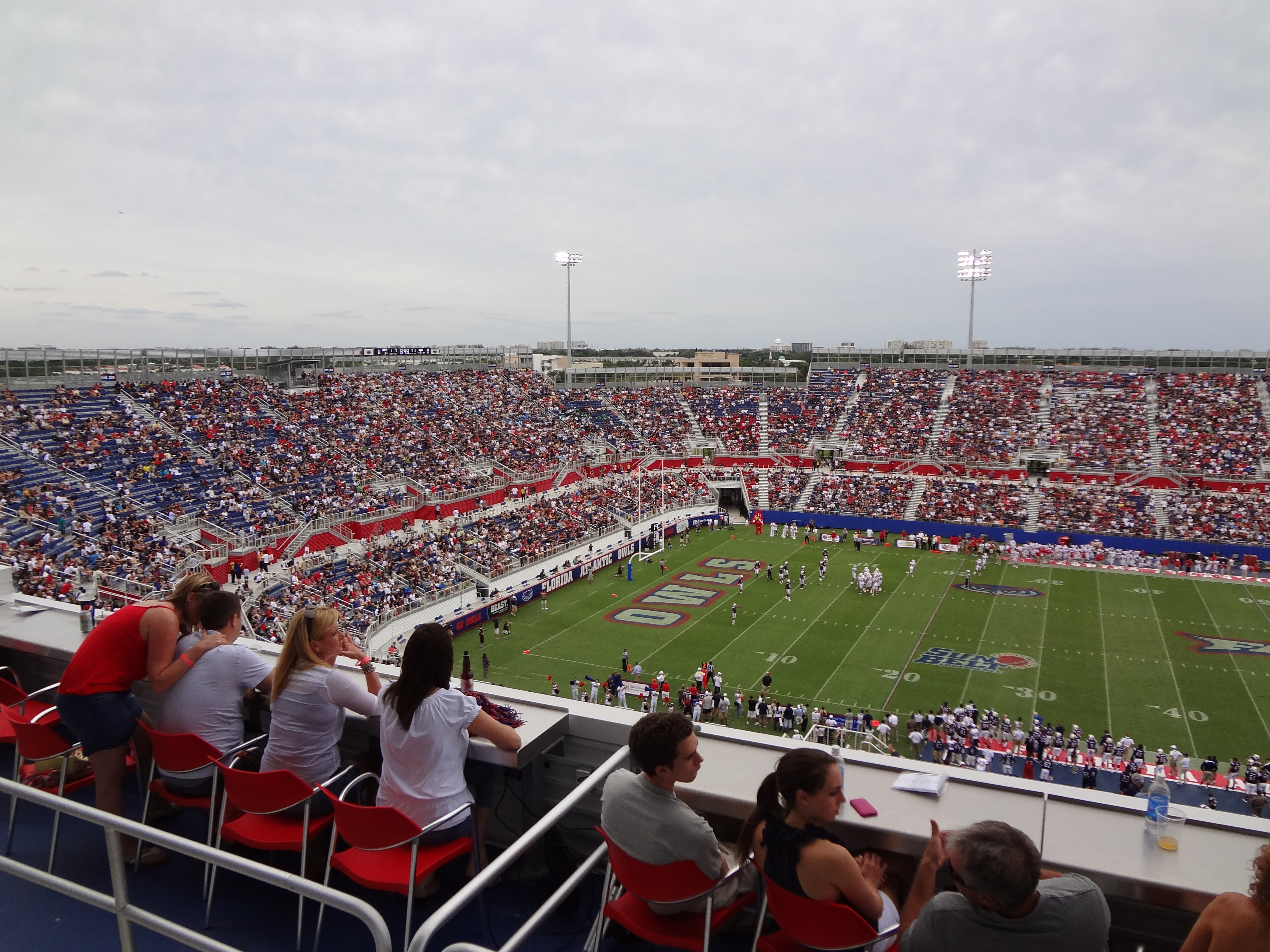
Zone d'enbut nord lors du match inaugural

Le match d'inauguration eut lieu le 15 octobre 2011 et les Owls perdent 20 à rien contre les Hilltoppers de Western Kentucky. Il y eut 29 103 spectateurs pour ce match mais l'assistance se réduisit fortement pour la seconde rencontre contre les Blue Raiders de Middle Tennessee (16 344 spectateurs). Les Owls terminent la saison sur 11 défaites, ne gagnant qu'une seule rencontre, le 26 novembre contre les Blazers de l'UAB devant seulement 12 044 spectateurs. L'assistance moyenne pour la saison n'est que de 17 565 spectateurs soit la 103e moyenne de toutes les équipes de la FBS (Football Bowl Subdivision)

### Droits du nom
Bien que le projet avait réuni en juin 2011 environ  3,69 M.US$ par le biais de droits d'appellation, l'école doit encore vendre les droits d'appellation du stade en lui-même à la fin de la première saison d'exploitation. À l'origine, l'université Atlantique de Floride visait une retombée de 1 M.US$ par an. Finalement, après le premier match à domicile, ils réduiront leurs prétentions à 400 000 US$. À la mi-temps du match, le directeur sportif de FAU, Craig Angelos, estimait que l'université était proche d'un accord. Le 19 février 2013, l'université annonce que les droits du nom du stade ont trouvé preneur et ce pour la somme de 6 M.US$ auprès du Groupe GEO. Cette somme serait payée au cours des 12 années à venir. Son président-directeur général, George Zoley, est un ancien élève et membre du Conseil d'administration de l'université. En réaction à cet accord, l'annonceur de l'université Ken LaVicka, surnomme le stade "Owlcatraz" et les groupes Dream Activist et Beyond Bars lancent des pétitions en ligne afin que le conseil d'administration de l'université revienne sur sa décision, mettant en avant les interrogations soulevées sur le traitement des détenus dans les prisons privées appartenant au groupe GEO. À la suite de la pression publique et de la mauvaise publicité qui avait découlé, Zoley et le président de l'université, Mary Jane Saunders, renoncent à l'accord.

## Infrastructures et équipements

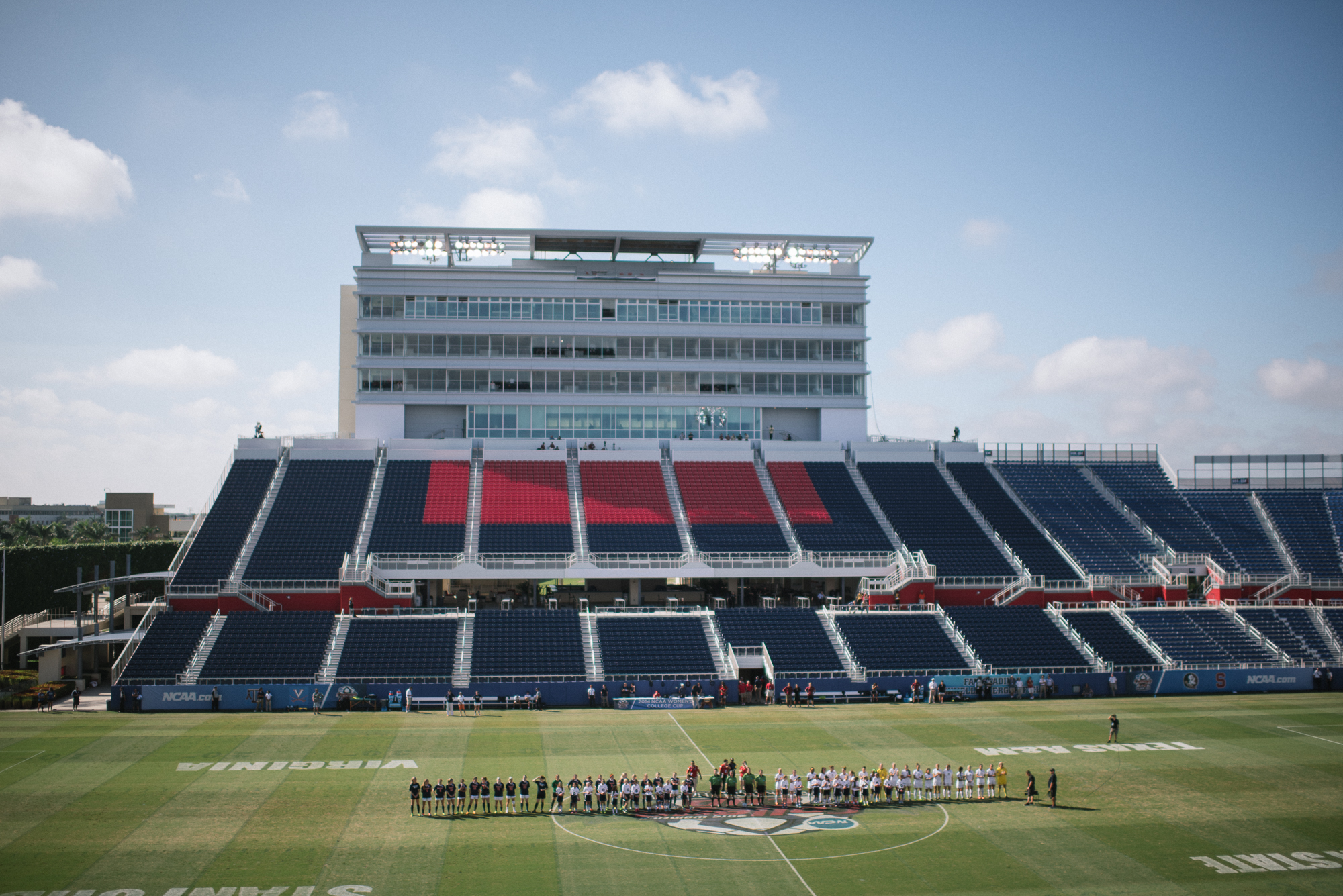
Vue large de la tribune du stade.

Le stade est la première phase de l'Innovation Village, un projet multifonctionnel qui comprendra quatre résidences composées d'appartements, 130 000 m2 d'espace commerciaux et un centre multifonctionnel pour le programme de basket-ball se basant sur celui du complexe Knights Plaza de l'Université de Central Florida.
Le terrain est en gazon naturel (essence connue sous le nom de Bermuda grass, fortement utilisée dans les stades en Floride) et même si les Owls de Florida Atlantic jouent en  Conference USA depuis deux saisons maintenant, le terrain était, à l'époque, le seul de la Sun Belt Conference à ne pas être artificiel.
La « loge skybox » et la salle de presse du stade donnent sur l'océan Atlantique, fait unique puisque, selon l'université, aucun autre stade des États-Unis n'offrirait une vue directe sur un océan.